# 威猛樂隊
威猛樂隊（英語：Wham!），英國男子雙人樂隊，成立於1981年，由乔治·迈克尔（George Michael）和安德魯·瑞吉里（Andrew Ridgeley）兩名團員組成，兩人身兼詞曲創作與音樂製作。1980年代初期，威猛樂隊在英國樂壇只是小有名氣但未成氣候，直到1984年成功打進美國市場之後，樂團爆紅迅速躋身成為全球當紅男子天團。然而正當威猛樂隊的演藝事業如日中天之際卻在1986年宣布解散，兩人結束多年來在事業上的合作關係；這突如其來的拆夥讓許多歌迷感到相當的震驚與扼腕。威猛樂隊的兩名團員在分道揚鑣之後，乔治·迈克尔以單飛歌手身份繼續活躍於歐美樂壇上，安德魯·瑞吉里則將工作重心轉往幕後發展；威猛樂隊在西洋樂壇所締造的輝煌成績不止讓許多昔日歌迷常駐心中，而且讓該團在1980年代西洋流行音樂史中佔有一席之地。

## 歷史

### 樂隊誕生時
喬治·邁克爾和安德魯是在英格蘭瓦特福（Watford）的布許米德學校（Bushey Meads School）相識，他們在改名並與內視影像唱片（Innervision Records）簽約前，原本曾是一個短暫存在的五人樂隊「The Executive」的成員。喬治·邁克爾在樂隊中擔當非常重要的角色——作曲家、歌手和職業樂器手，但另一組員Andrew對喬治·邁克爾所作的貢獻——成為知己、給予意見的聽眾、提供創作靈感和為樂隊發言——都是樂隊初期成功上重要的因素。當他們仍然是青少年時，他們便推廣自己為活在一個無憂無慮、不被工作和義務束縛的人生而自豪。這些都反映在他們早期的唱片上。
1982年10月，他們推出作品〈Young Guns (Go For It)〉，歌曲中一個年輕人勸告他的朋友不要早婚而糟蹋生命。這首歌未能打進英國流行榜前四十名，不過威猛樂隊即將獲得命運女神的青睞：由於一個組合要退出錄影英國廣播公司每週的重要音樂節目Top Of The Pops，工作人員需要不按常規，找四十名外的歌手參加，因為威猛樂隊當時最接近前四十名，加上人氣正在上升，於是便被找去替補，結果一炮走紅。

### Fantastic (專輯)（英语：Fantastic (album)）
打從在Top Of The Pops表演〈Young Guns (Go For It)〉的處女秀後，Wham!對公眾的影響力便大大提升，尤以少女為甚。這要歸功於喬治俊朗的外表；他樣子俊俏，穿上平底涼鞋，割破的絨面外套，捲起的牛仔褲，站在台前，Andrew則在他身後；兩人分站和音歌手D.C. Lee和Shirlie Holliman兩旁，喬治扮演懇求者，Andrew則飾演要結婚的朋友，表演既是演戲，又是唱歌（其實是對嘴）。歌曲馬上打入前四十名，登上二十四位，十二月時更攀升至第三位。翌年（1983年）D.C. Lee離隊與The Style Council的Paul Weller結婚，Pepsi DeMacque加入取而代之；後來Holliman及DeMacque自組Pepsi and Shirlie灌唱片。
威猛樂隊接著推出〈Wham Rap! (Enjoy What You Do)〉（內容關於輕鬆自在的生活，全曲近七分鐘長），〈Bad Boys〉（關於反叛青年與父母的緊張關係）和〈Club Tropicana〉（內容諷刺Club 18-30 scene），每首歌都配合令人難忘的錄像。到了1983年底，Wham!已可與Duran Duran和Culture Club分庭抗禮，成為英國最頂尖組合之一。其後因為他們把一個羽毛球放在短褲之下露面，和新專輯Fantastic!登上銷量榜首位，批評和媒體報道亦隨之而來。為籌備新作，倆人在1983年底消聲匿跡，但一首包羅他們早前單曲、名為〈Club Fantastic Megamix〉的集錦歌，繼續保持他們的聲勢。

### 成名
1984年五月再度露面時，威猛樂隊形像變得比較為人接受，他們脫去皮夾克，改以笑容，顏色鮮艷的衣服示人，並把自己包裝成性感偶像，洗脫叛逆青年的形像。〈Wake Me Up Before You Go Go〉成為他們首支英國冠軍歌曲（後來在美國同樣成為冠軍歌曲），喬治的創作靈感來自安德魯的一張便條，一說是安德魯留在飯店房間給喬治的，另說則是安德魯留給父母的便條，剛好被來訪的喬治看到。這首歌的音樂錄影帶中，還有無處不在的Pepsi and Shirlie穿上Katharine Hamnett設計、印有CHOOSE LIFE和GO GO口號的短袖圓領汗衫。這些設計，包括為Frankie Goes To Hollywood設計的「FRANKIE SAY」口號汗衫，成了Hamnett的重要時裝款式，Hamnett也成功打進流行文化，而《Careless Whisper》成為被亞洲歌手翻唱的經典名曲，光是香港就有三位知名歌手翻唱。

### 1985年中國演唱會
在乐队经理西蒙·内皮尔-贝尔长达18个月对中国政府的游说之后，威猛樂隊终于在1985年4月举办了中国自1949年之后的首次由西方音乐家主办的演唱会。在10天的时间里，Wham!造访了北京和广州并访问了一些著名的旅游景点。他们在北京工人体育场的演出总共有超过15000人观看，而在广州也有7500人。当时很多票都被免费發给中共官员和他们的家属，余下的票则以一张5元人民币（约合当时的1.70美元）的价格售出。由于票價過於昂貴，只有一部分参與者是年輕人。据当时的英国大使馆记录，由于当时中国已封闭很久，大部分参加者不知如何去喝彩或去打节拍，只能在表演结束后给予“礼貌性的掌声”，而威猛樂隊也因首次在共产国家表演，无法准确预测观众的反应，也在表演时将音量刻意调小。每位参加演唱會的觀眾均收到了一盒Wham!的流行歌曲磁帶，磁帶中的歌曲由中国歌手成方圆演唱。这盒磁带刺激了演唱会的票的黑市销售。为了迎合中國審查制度，Wham!将一些歌的歌词进行了修改（如Wake Me Up Before You Go-Go）。這次對中國的訪問十分成功，並使得威猛樂隊成功打入了中國市場。

### 喬治之死
喬治於2016年耶誕節因心臟及肝臟疾病死於泰晤士河畔戈林的家中，享年53歲。

## 唱片集
- 1983 Fantastic #1 UK, #83 US
- 1984 Make It Big #1 UK, #1 US
- 1984 Music From The Edge of Heaven #10 US
- 1986 The Final (compilation) #2 UK
- 1997 If You Were There (The Best of Wham)(compilation) #4 UK

### 熱播單曲
- from Fantastic!
  - 1982 Young Guns (Go For It!) #3 UK
  - 1983 Wham Rap #8 UK
  - 1983 Bad Boys #2 UK
  - 1983 Club Tropicana #4 UK
- non-album single
  - 1983 Club Fantastic Megamix #15 UK
- from Make It Big
  - 1984 Wake Me Up Before You Go Go #1 UK, #1 US
  - 1984 Careless Whisper (credited to George Michael solo) #1 UK, #1 US
  - 1984 Freedom #1 UK, #3 US (1985 release)
  - 1984 Everything She Wants #2 UK (double A-side with Last Christmas in the UK), #1 US (1985 release)
- from Music from the Edge of Heaven
  - 1985 I'm Your Man #1 UK, #3 US
  - 1985 Last Christmas (re-issue) #6 UK
  - 1986 The Edge of Heaven #1 UK (double A-side with Where Did Your Heart Go in the UK), #10 US
  - 1986 A Different Corner #1 UK, #7 US

## 外部連結
- （英文）威猛乐队 （页面存档备份，存于）VEVO在Youtube的频道
- （英文）乔治·迈克尔的官方網站（页面存档备份，存于）
- （英文）乔治·迈克尔和英國威猛樂隊討論區
- （英文）乔治·迈克尔收集者 — 由1981年至2006年乔治·迈克尔和英國威猛樂隊的稀有珍藏